# Harry Hepworth
Harry James Hepworth (6 de dezembro de 2003) é um ginasta artístico britânico.

## Início da vida e educação
Aos cinco anos, Hepworth foi diagnosticado com a doença de Legg–Calvé–Perthes, que o afastou das atividades esportivas por três anos. Ele então começou a praticar ginástica artística logo depois disso. Ele frequentou a Prince Henry's Grammar School, Otley.

## Carreira
No Campeonato Europeu de 2024, Hepworth ajudou a Grã-Bretanha a terminar em segundo lugar como equipe, atrás da Ucrânia. Em junho daquele ano, ele foi selecionado para representar a Grã-Bretanha nas Olimpíadas de Verão de 2024 ao lado de Jake Jarman, Joe Fraser, Luke Whitehouse e Max Whitlock. Hepworth ganhou o bronze no salto nos Jogos de Paris, tornando-se o primeiro homem britânico a reivindicar uma medalha olímpica na disciplina.